# 1000 km Nürburgringa 1988
1000 km Nürburgringa 1988 je bila osma dirka Svetovnega prvenstva športnih dirkalnikov v sezoni 1988. Odvijala se je 4. septembra 1988 na dirkališču Nürburgring.

## Rezultati
| Poz    | Razred | Št  | Moštvo                      | Dirkači                                          | Šasija                             | Gume | Krogi |
| Poz    | Razred | Št  | Moštvo                      | Dirkači                                          | Motor                              | Gume | Krogi |
| ------ | ------ | --- | --------------------------- | ------------------------------------------------ | ---------------------------------- | ---- | ----- |
| 1      | C1     | 61  | Team Sauber Mercedes        | Jean-Louis Schlesser Jochen Mass                 | Sauber C9                          | M    | 200   |
| 1      | C1     | 61  | Team Sauber Mercedes        | Jean-Louis Schlesser Jochen Mass                 | Mercedes-Benz M117 5.0L Turbo V8   | M    | 200   |
| 2      | C1     | 1   | Silk Cut Jaguar             | Martin Brundle Eddie Cheever                     | Jaguar XJR-9                       | D    | 199   |
| 2      | C1     | 1   | Silk Cut Jaguar             | Martin Brundle Eddie Cheever                     | Jaguar 7.0L V12                    | D    | 199   |
| 3      | C1     | 7   | Joest Racing                | Paolo Barilla Bob Wollek                         | Porsche 962C                       | G    | 196   |
| 3      | C1     | 7   | Joest Racing                | Paolo Barilla Bob Wollek                         | Porsche Type-935 3.0L Turbo Flat-6 | G    | 196   |
| 4      | C1     | 8   | Joest Racing                | Frank Jelinski »John Winter«                     | Porsche 962C                       | G    | 194   |
| 4      | C1     | 8   | Joest Racing                | Frank Jelinski »John Winter«                     | Porsche Type-935 3.0L Turbo Flat-6 | G    | 194   |
| 5      | C1     | 6   | Brun Motorsport             | Manuel Reuter Jésus Pareja                       | Porsche 962C                       | M    | 193   |
| 5      | C1     | 6   | Brun Motorsport             | Manuel Reuter Jésus Pareja                       | Porsche Type-935 3.0L Turbo Flat-6 | M    | 193   |
| 6      | C1     | 4   | Brun Motorsport             | Walter Brun Harald Huysman                       | Porsche 962C                       | M    | 192   |
| 6      | C1     | 4   | Brun Motorsport             | Walter Brun Harald Huysman                       | Porsche Type-935 3.0L Turbo Flat-6 | M    | 192   |
| 7      | C1     | 14  | Richard Lloyd Racing        | Martin Donnelly David Hobbs                      | Porsche 962C GTi                   | G    | 191   |
| 7      | C1     | 14  | Richard Lloyd Racing        | Martin Donnelly David Hobbs                      | Porsche Type-935 3.0L Turbo Flat-6 | G    | 191   |
| 8      | C1     | 2   | Silk Cut Jaguar             | Jan Lammers Johnny Dumfries                      | Jaguar XJR-9                       | D    | 186   |
| 8      | C1     | 2   | Silk Cut Jaguar             | Jan Lammers Johnny Dumfries                      | Jaguar 7.0L V12                    | D    | 186   |
| 9      | C1     | 40  | Swiss Team Salamin          | Antoine Salamin Giovanni Lavaggi                 | Porsche 962C                       | G    | 182   |
| 9      | C1     | 40  | Swiss Team Salamin          | Antoine Salamin Giovanni Lavaggi                 | Porsche Type-935 3.0L Turbo Flat-6 | G    | 182   |
| 10     | C1     | 10  | Porsche Kremer Racing       | Volker Weidler Bruno Giacomelli                  | Porsche 962CK6                     | Y    | 181   |
| 10     | C1     | 10  | Porsche Kremer Racing       | Volker Weidler Bruno Giacomelli                  | Porsche Type-935 3.0L Turbo Flat-6 | Y    | 181   |
| 11     | C1     | 5   | Brun Motorsport             | Uwe Schäfer Oscar Larrauri                       | Porsche 962C                       | M    | 180   |
| 11     | C1     | 5   | Brun Motorsport             | Uwe Schäfer Oscar Larrauri                       | Porsche Type-935 3.0L Turbo Flat-6 | M    | 180   |
| 12     | C2     | 106 | Kelmar Racing               | Pasquale Barberio Vito Veninata                  | Tiga GC288                         | A    | 176   |
| 12     | C2     | 106 | Kelmar Racing               | Pasquale Barberio Vito Veninata                  | Ford Cosworth DFL 3.3L V8          | A    | 176   |
| 13     | C2     | 103 | Spice Engineering           | Almo Coppelli Thorkild Thyrring                  | Spice SE88C                        | G    | 175   |
| 13     | C2     | 103 | Spice Engineering           | Almo Coppelli Thorkild Thyrring                  | Ford Cosworth DFL 3.3L V8          | G    | 175   |
| 14     | C2     | 127 | Chamberlain Engineering     | John Williams Nick Adams Richard Jones           | Spice SE86C                        | A    | 173   |
| 14     | C2     | 127 | Chamberlain Engineering     | John Williams Nick Adams Richard Jones           | Hart 418T 1.8L Turbo I4            | A    | 173   |
| 15     | C2     | 191 | PC Automotive               | Richard Piper Olindo Iacobelli                   | Argo JM19C                         | G    | 159   |
| 15     | C2     | 191 | PC Automotive               | Richard Piper Olindo Iacobelli                   | Ford Cosworth DFL 3.3L V8          | G    | 159   |
| 16     | C2     | 121 | GP Motorsport               | Wayne Taylor Costas Los                          | Spice SE87C                        | G    | 158   |
| 16     | C2     | 121 | GP Motorsport               | Wayne Taylor Costas Los                          | Ford Cosworth DFL 3.3L V8          | G    | 158   |
| 17 NC  | C2     | 198 | Roy Baker Racing            | John Sheldon Neil Crang                          | Tiga GC286                         | G    | 137   |
| 17 NC  | C2     | 198 | Roy Baker Racing            | John Sheldon Neil Crang                          | Ford Cosworth DFL 3.3L V8          | G    | 137   |
| 18 DNF | C2     | 109 | Kelmar Racing               | Ranieri Randaccio Maurizio Gellini               | Tiga GC288                         | A    | 137   |
| 18 DNF | C2     | 109 | Kelmar Racing               | Ranieri Randaccio Maurizio Gellini               | Ford Cosworth DFL 3.3L V8          | A    | 137   |
| 19 DNF | C2     | 177 | Automobiles Louis Descartes | Gérard Tremblay Louis Descartes Dominique Lacaud | ALD C2                             | A    | 126   |
| 19 DNF | C2     | 177 | Automobiles Louis Descartes | Gérard Tremblay Louis Descartes Dominique Lacaud | BMW M80 3.5L I6                    | A    | 126   |
| 20 DNF | C2     | 124 | MT Sport Racing             | Pierre-François Rousselot Jean Messaoudi         | Argo JM19C                         | A    | 125   |
| 20 DNF | C2     | 124 | MT Sport Racing             | Pierre-François Rousselot Jean Messaoudi         | Ford Cosworth DFL 3.3L V8          | A    | 125   |
| 21 DNF | C1     | 20  | Team Davey                  | Tim Lee-Davey Tom Dodd-Noble Peter Oberndofer    | Porsche 962C                       | D    | 110   |
| 21 DNF | C1     | 20  | Team Davey                  | Tim Lee-Davey Tom Dodd-Noble Peter Oberndofer    | Porsche Type-935 3.0L Turbo Flat-6 | D    | 110   |
| 22 DNF | C1     | 24  | Dollop Racing               | Paolo Giangrossi Jean-Pierre Frey                | Lancia LC2                         | D    | 99    |
| 22 DNF | C1     | 24  | Dollop Racing               | Paolo Giangrossi Jean-Pierre Frey                | Ferrari 308C 3.0L Turbo V8         | D    | 99    |
| 23 DNF | C1     | 62  | Team Sauber Mercedes        | Mauro Baldi Stefan Johansson                     | Sauber C9                          | M    | 89    |
| 23 DNF | C1     | 62  | Team Sauber Mercedes        | Mauro Baldi Stefan Johansson                     | Mercedes-Benz M117 5.0L Turbo V8   | M    | 89    |
| 24 DNF | C2     | 160 | Günter Gebhardt Motorsport  | Hellmut Mundas Stefan Neuberger Rudi Seher       | Gebhardt JC873                     | ?    | 89    |
| 24 DNF | C2     | 160 | Günter Gebhardt Motorsport  | Hellmut Mundas Stefan Neuberger Rudi Seher       | Ford Cosworth DFL 3.3L V8          | ?    | 89    |
| 25 DNF | C2     | 117 | Team Lucky Strike Schanche  | "Pierre Chauvet" Robin Smith                     | Argo JM19C                         | G    | 86    |
| 25 DNF | C2     | 117 | Team Lucky Strike Schanche  | "Pierre Chauvet" Robin Smith                     | Ford Cosworth DFL 3.3L V8          | G    | 86    |
| 26 DNF | C1     | 16  | Dauer Racing                | Jochen Dauer Franz Konrad                        | Porsche 962C                       | G    | 84    |
| 26 DNF | C1     | 16  | Dauer Racing                | Jochen Dauer Franz Konrad                        | Porsche Type-935 3.0L Turbo Flat-6 | G    | 84    |
| 27 DNF | C2     | 183 | Walter Maurer               | Walter Maurer Helmut Gall Edgar Dören            | Maurer Lotec C87                   | ?    | 80    |
| 27 DNF | C2     | 183 | Walter Maurer               | Walter Maurer Helmut Gall Edgar Dören            | BMW 2.0L Turbo I4                  | ?    | 80    |
| 28 DNF | C2     | 111 | Spice Engineering           | Ray Bellm Gordon Spice                           | Spice SE88C                        | G    | 75    |
| 28 DNF | C2     | 111 | Spice Engineering           | Ray Bellm Gordon Spice                           | Ford Cosworth DFL 3.3L V8          | G    | 75    |
| 29 DNF | C2     | 107 | Chamberlain Engineering     | Claude Ballot-Léna Jean-Louis Ricci              | Spice SE88C                        | A    | 63    |
| 29 DNF | C2     | 107 | Chamberlain Engineering     | Claude Ballot-Léna Jean-Louis Ricci              | Ford Cosworth DFL 3.3L V8          | A    | 63    |
| 30 DNF | C2     | 151 | Pierre-Alain Lombardi       | Pierre-Alain Lombardi Bruno Sotty                | Spice SE86C                        | A    | 36    |
| 30 DNF | C2     | 151 | Pierre-Alain Lombardi       | Pierre-Alain Lombardi Bruno Sotty                | Ford Cosworth DFL 3.3L V8          | A    | 36    |
| DNQ    | C2     | 182 | Pero Racing                 | Peter Fritsch Dieter Heinzelmann                 | Argo JM19                          | ?    | -     |
| DNQ    | C2     | 182 | Pero Racing                 | Peter Fritsch Dieter Heinzelmann                 | Porsche Type-935 2.8L Turbo Flat-6 | ?    | -     |

## Statistika
- Najboljši štartni položaj - #62 Team Sauber Mercedes - 1:24.920
- Najhitrejši krog - #61 Team Sauber Mercedes - 1:28.550
- Povprečna hitrost - 154.359 km/h